# Jumpertown
Jumpertown es un pueblo del Condado de Prentiss, Misisipi, Estados Unidos. Según el censo de 2000 tenía una población de 404 habitantes y una densidad de población de 86.2 hab/km².

## Demografía
Según el censo de 2000, había 404 personas, 168 hogares y 119 familias residiendo en la localidad. La densidad de población era de 86,2 hab./km². Había 173 viviendas con una densidad media de 36,9 viviendas/km². El 97,77% de los habitantes eran blancos, el 1,73% afroamericanos y el 0,50% pertenecía a dos o más razas. El 2,72% de la población eran hispanos o latinos de cualquier raza.
Según el censo, de los 168 hogares en el 39,9% había menores de 18 años, el 48,8% pertenecía a parejas casadas, el 17,9% tenía a una mujer como cabeza de familia, y el 28,6% no eran familias. El 27,4% de los hogares estaba compuesto por un único individuo, y el 14,9% pertenecía a alguien mayor de 65 años viviendo solo. El tamaño promedio de los hogares era de 2,40 personas y el de las familias de 2,92.
La población estaba distribuida en un 28,5% de habitantes menores de 18 años, un 8,9% entre 18 y 24 años, un 28,2% de 25 a 44, un 22,8% de 45 a 64, y un 11,6% de 65 años o mayores. La media de edad era 33 años. Por cada 100 mujeres había 89,7 hombres. Por cada 100 mujeres de 18 años o más, había 79,5 hombres.
Los ingresos medios por hogar en la localidad eran de 21.471 dólares ($), y los ingresos medios por familia eran 25.000 $. Los hombres tenían unos ingresos medios de 19.464 $ frente a los 20.446 $ para las mujeres. La renta per cápita para la ciudad era de 12.122 $. El 24,5% de la población y el 25,4% de las familias estaban por debajo del umbral de pobreza. El 30,8% de los menores de 18 años y el 32,3% de los habitantes de 65 años o más vivían por debajo del umbral de pobreza.

## Geografía
Según la Oficina del Censo de los Estados Unidos, la localidad tiene un área total de 4,7 km², todos ellos correspondientes a tierra firme.